# 펀중쓰역
펀중쓰역(중국어: 分钟寺站)은 중국 베이징시 펑타이구 청서우쓰 가도 펀중쓰 사구 샤오훙먼로에 위치한 베이징 지하철 10호선의 지하철역으로 2012년 12월 30일 10호선 2단계 개통과 함께 문을 열었다.
과거 역 부지에는 사찰이 없었다는 점이 있어, 원래는 “펀좡쯔(坟庄子)”라고 불렸고 나중에는 “펀좡쓰(粉妆寺)”라고 불렸는데, 이는 “펀중쓰(分钟寺)”와 유사한 발음이기도 하다.

## 위치
펀중쓰역은 펀중쓰 대가(동서방향)와 샤오훙먼로(남북방향)가 만나는 지점의 남쪽에 위치하고 남북방향으로 배치되며, 남쪽은 펑타이구와 차오양구의 경계이다.

## 역 구조

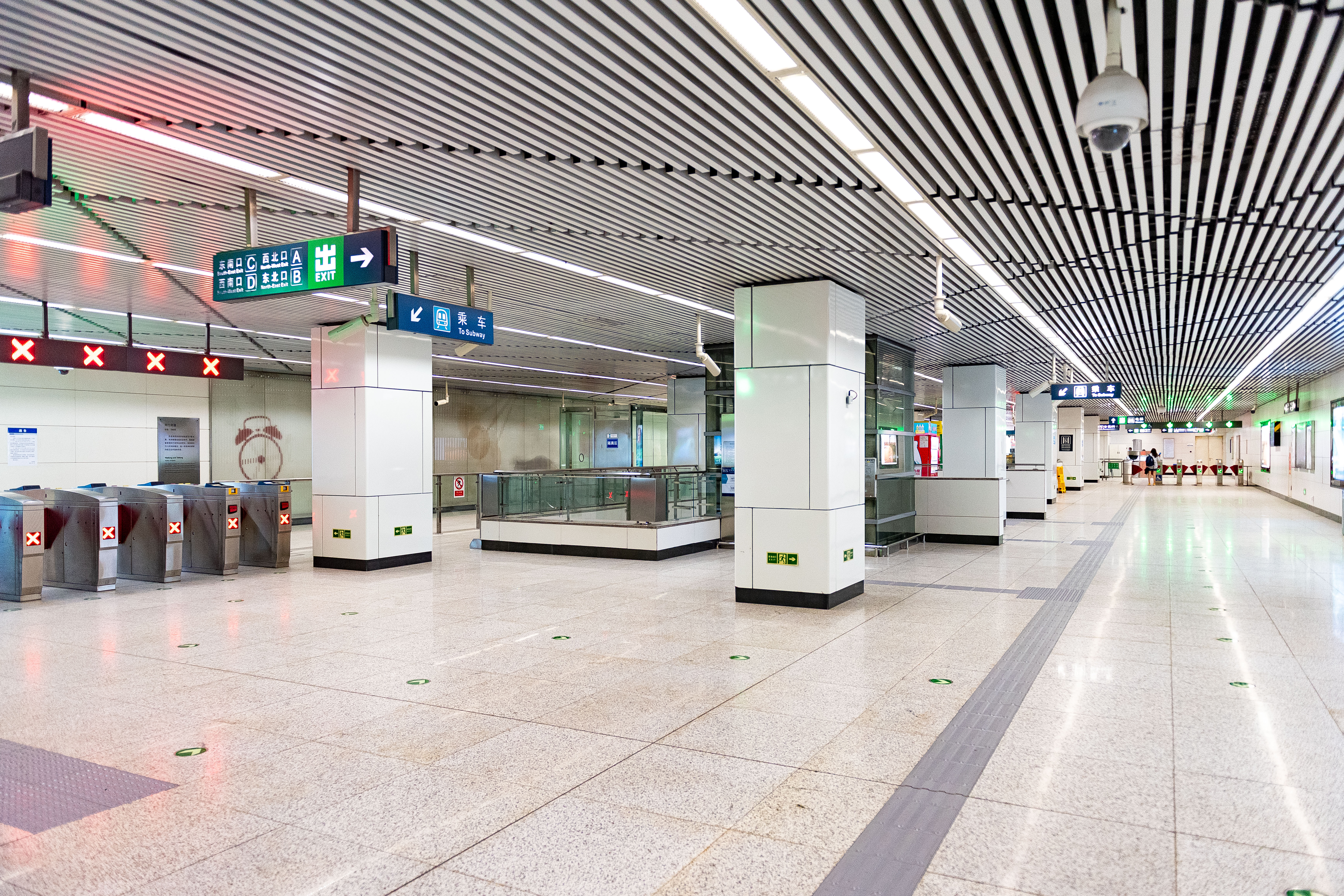
대합실

펀중쓰역은 지하 3경간역으로 섬식 승강장으로 설계되었다. 대합실 벽에는 그릴을 이용해 구현한 애니메이션 《동행동어(同行同语)》가 설치돼 관객이 벽 방향으로 이동하면서 보이는 화면이 바뀐다.
。
| 지면층          | 출구                            | A-D출구                         |
| 지하 1층        | 대합실                          | 고객 센터, 자동발매기, 개집표기 |
| 지하 2층 승강장 | ←                               | ■ 10호선 외선순환 (스리허)      |
| 지하 2층 승강장 | 섬식 승강장, 왼쪽 출입문이 열림 |                                 |
| 지하 2층 승강장 | →                               | ■ 10호선 내선순환 (청서우쓰)    |

## 출입구
|                         |                                               |                                   |      |             |
| 출구                    | 지시                                          | 출구 인근                         | 사진 | 무장애 시설 |
| 出口 · A                | 샤오훙먼로(小红门路), 펀중쓰 대가(分钟寺大街) |                                   |      |             |
| 出口 · B                | 샤오훙먼로                                    | 둥싼진마오푸 소구(东叁金茂府小区) |      | 빈칸        |
| 出口 · C                | 샤오훙먼로                                    |                                   |      |             |
| 出口 · D                | 샤오훙먼로                                    |                                   |      | 빈칸        |
| 아이콘 설명: 엘리베이터 |                                               |                                   |      |             |